# خيرخواجة عليا
خيرخواجة عليا (بالفارسية: خیرخواجه علیا) هي قرية تقع في غلستان في إيران. يقدر عدد سكانها بـ 591 نسمة بحسب إحصاء 2016.